# The Virgins
The Virgins foi uma banda estadunidense formada em 2006 em Nova York, constituída por Donald Cumming (vocal e guitarra), Wade Oates (guitarra), e Nick Ackerman (baixo).

## História
O vocalista Donald Cumming começou a compor músicas para si mesmo em seu apartamento em Nova York. Com a intenção de formar uma banda, ele a formou com seus amigos também de Nova York, Wade Oates (guitarra) e Nick Ackerman (baixo).
Quase imediatamente, eles fizeram cinco músicas num EP intitulado The Virgins '07, produzido por Jason Hill (Louis XIV). Após a conclusão desse trabalho, Cumming mostrou seu EP para amigos e DJs, infiltrando no cenário dos clubes noturnos de Nova York. Em pouco tempo, foi gravada uma demo pela Atlantic Records, que assinou com Cumming antes da banda estar totalmente formada. Em novembro de 2013, a banda anuncia seu fim. 